# Dánok
A dánok (dánul danskere) germán eredetű népcsoport, akik főként Dániában élnek és dán nyelven beszélnek.
A dán szó a következőkre vonatkozhat:
- dán identitású vagy származású emberek akár Dániában, akár kivándorlók vagy azok leszármazottai
- a dél-schleswigi dán nemzeti kisebbség tagjai
- a dán anyanyelvűek
- Dánia állampolgárai, beleértve a német nemzeti kisebbséget, a bevándorlókat és leszármazottaikat.

Jelen szócikk az első két meghatározás szerint dánokat tárgyalja.

## Eredet
A dánok egy északgermán népcsoport volt, amely a mai Dél-Svédország és a dán szigetek területén élt. Tacitus nem tett róluk említést, azonban Iordanes és Prokopiosz igen, Dani néven. Iordanes szerint az eredetük azonos a Suetidi néven említett svédekével; valamint a Herulitól elfoglalt földön élnek. Ha ez igaz, és feltételezzük, hogy Tacitus nem egyszerűen átsiklott felettük, akkor lehetséges, hogy a 2-3. században jelentek meg, a svéd népből elkülönülve.